# Семірадз (Мазовецьке воєводство)
Семірадз (пол. Siemiradz) — село в Польщі, у гміні Стара Блотниця Білобжезького повіту Мазовецького воєводства.
Населення — 134 особи (2011).
У 1975-1998 роках село належало до Радомського воєводства.

## Демографія
Демографічна структура станом на 31 березня 2011 року:
|          | Загалом | Допрацездатний вік | Працездатний вік | Постпрацездатний вік |
| -------- | ------- | ------------------ | ---------------- | -------------------- |
| Чоловіки | 67      | 15                 | 49               | 3                    |
| Жінки    | 67      | 21                 | 32               | 14                   |
| Разом    | 134     | 36                 | 81               | 17                   |